# Oplegnathus woodwardi
Oplegnathus woodwardi is een  straalvinnige vissensoort uit de familie van oplegnathiden (Oplegnathidae). De wetenschappelijke naam van de soort is voor het eerst geldig gepubliceerd in 1900 door Waite.
De soort staat op de Rode Lijst van de IUCN als Onzeker, beoordelingsjaar 2009.